# 林智美
林 智美（はやし ともみ、4月25日 - ）は、近畿地方を拠点に活動している日本のラジオDJ、司会者、リポーター、ナレーター。滋賀県出身。セイプロダクション所属。

## 出演

### ラジオ番組
- ABCミュージック21（ABCラジオ、2005年10月 - 2008年3月）
- ABCミュージックパラダイス（ABCラジオ、2008年4月 - 2009年7月）
- ようこそ!伊藤史隆です（ABCラジオ、2009年7月 - 2011年12月） - アシスタント
- サクサク土曜日 中邨雄二です（ABCラジオ、2012年1月 - ） - アシスタント
- めっちゃサッカー!（MBSラジオ）
- DELICIOUS DONUT（α-station、2007年4月 - 2008年3月）
- ROUTE 894（α-station、2008年4月 - 2009年3月） - 月曜・火曜パーソナリティ
- KYOTO AIR LOUNGE（α-station、2009年4月 - 2013年3月）
- STARDUST PARADE（α-station、2013年4月 - 2015年3月）
- 4 SEASONS（Kiss FM KOBE、2012年4月 - 2015年3月） - 金曜サウンドクルー
- SHIMANCHU-NU WAVE（α-station、2012年7月[5] - ）
- KOKO→DOKO!?（Kiss FM KOBE、2015年4月 - 2016年9月）
- アットイーズ（Kiss FM KOBE、2016年10月 - ）
- SATURDAY SPORTS BAR（FM大阪） - リポーター
- スノーステーション（ラジオ関西）
- Nuts Melon Show（e-radio） - リポーター
- radio drive（e-radio） - リポーター
- spice-e（e-radio）
- ミニモ GO ROUND（e-radio『湖岸通り77番地』と『ラジオマガジン プレイランド・シガ』内で放送のミニコーナー）
- style!（e-radio） - 月曜・火曜パーソナリティ
- Netz TOYOTA OKAYAMA IT'S MY STYLE（FM岡山、2010年4月 - 2011年3月[6]）
- WEEKEND PARADISE（FM岡山、2016年1月 - ）
- 金曜ピッチサイドトーク（MBSラジオ・RKBラジオ、2021年4月 - ）

### テレビ番組
- きよし・黒田の今日もへぇーほぉー（朝日放送） - ナレーター
- せのぶら本舗（朝日放送テレビ） - ナレーター
- なでしこリーグ中継（スカパー!） - INAC神戸レオネッサ ピッチリポーター
- Jリーグ中継（DAZN/スカパー!） - ヴィッセル神戸ほか ピッチリポーター
- おうみ！かわら版（ZTV彦根放送局）
- ニュースDE散歩（ZTV彦根放送局）
- アローズリポート（ZTV滋賀放送局） - リポーター
- おでかけMAP（ZTV滋賀放送局） - リポーター
- 街道てくてく旅（NHK BShi） - 宿場案内 役
- ちょっと聴いてよ生リク中（Music Japan TV）

### ウェブサイト
- ベルメゾンネット（千趣会）
- アルファステイツ上沢（あなぶき興産）